# Sarapares
Sarapares (saraparae, Σαραπάραι) fou un poble d'origen traci que vivia a Armènia prop dels gurans i el medes. Estrabó els descriu com a muntanyesos salvatges, sense llei i que tallaven els caps dels enemics. El seu nom, segons Estrabó, significava una cosa semblant a "talladors de caps" (sar en persa vol dir cap, i para, tallar o partir)